# Joris van Cappadocië

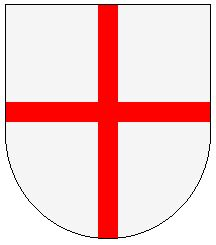
Het heraldische kruis van Sint-Joris, dat ook de vlag van Engeland en Georgië siert

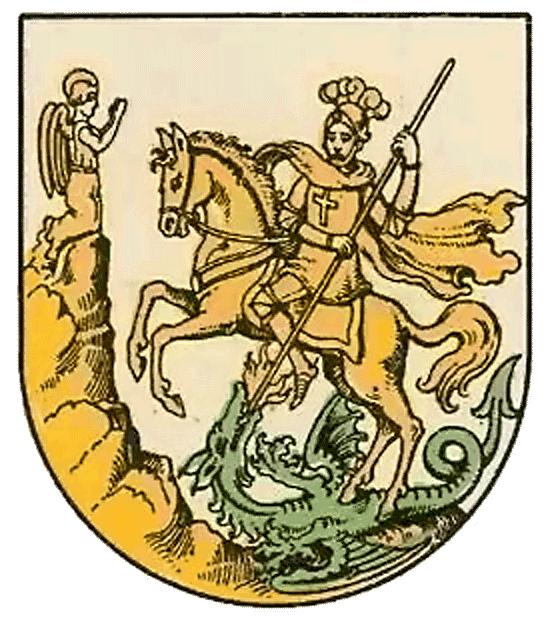
Sint-Joris wordt vaak gebruikt als symbool in de heraldiek, hier in een wapen van Kagran, nu een stadsdeel van Wenen

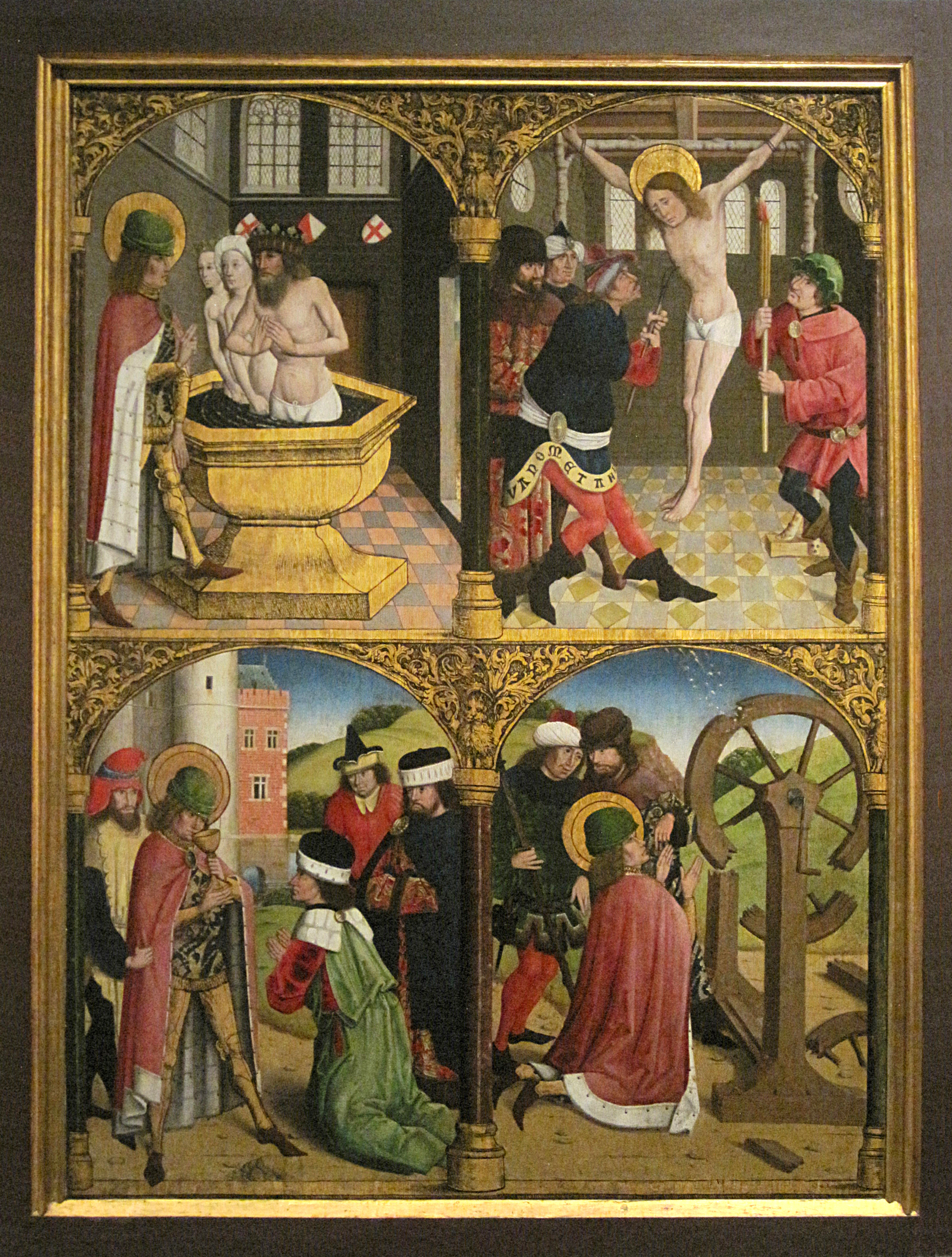
Scènes uit de legende van Sint-Joris ca. 1500-1519.

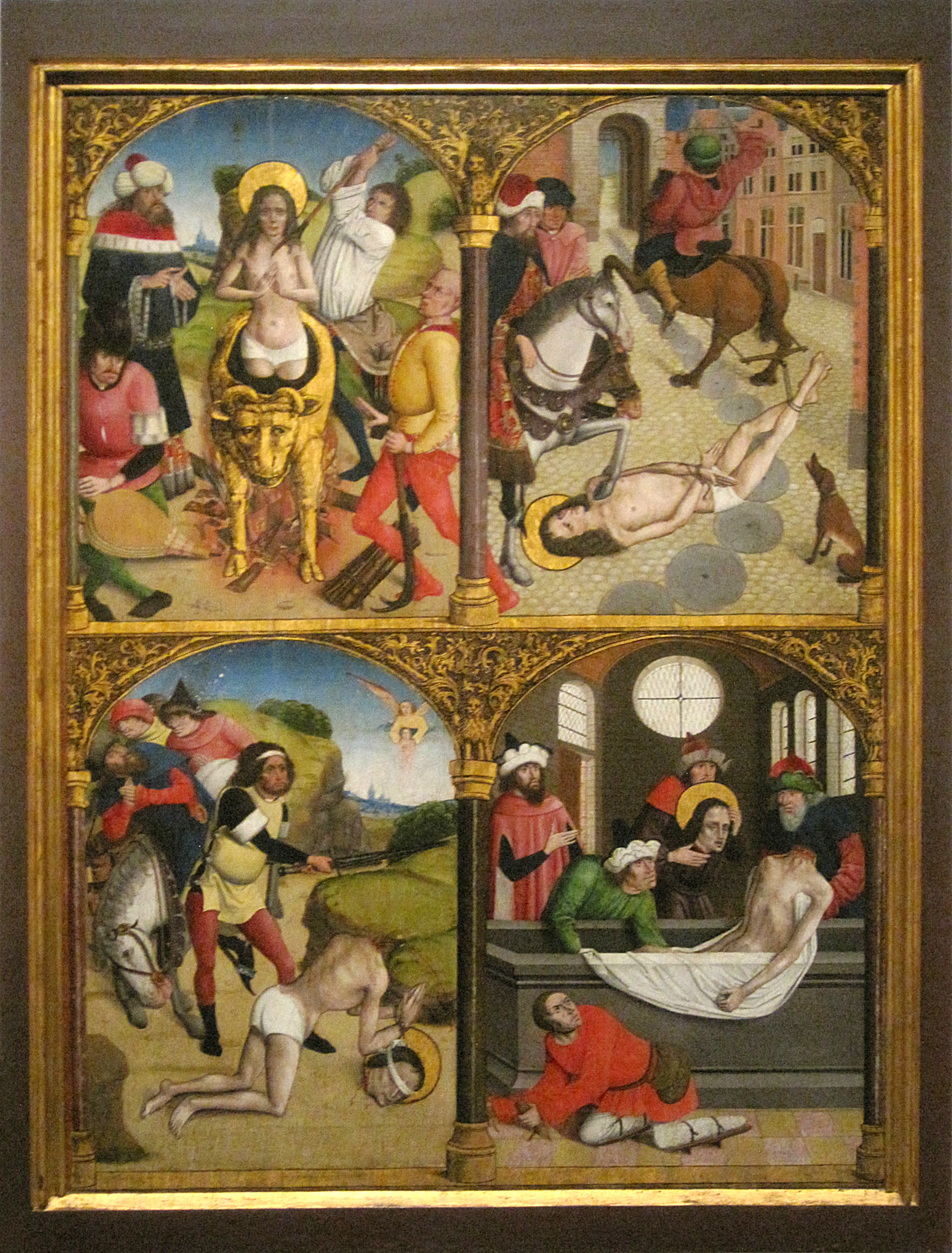
Scènes uit de legende van Sint-Joris ca. 1500-1519.

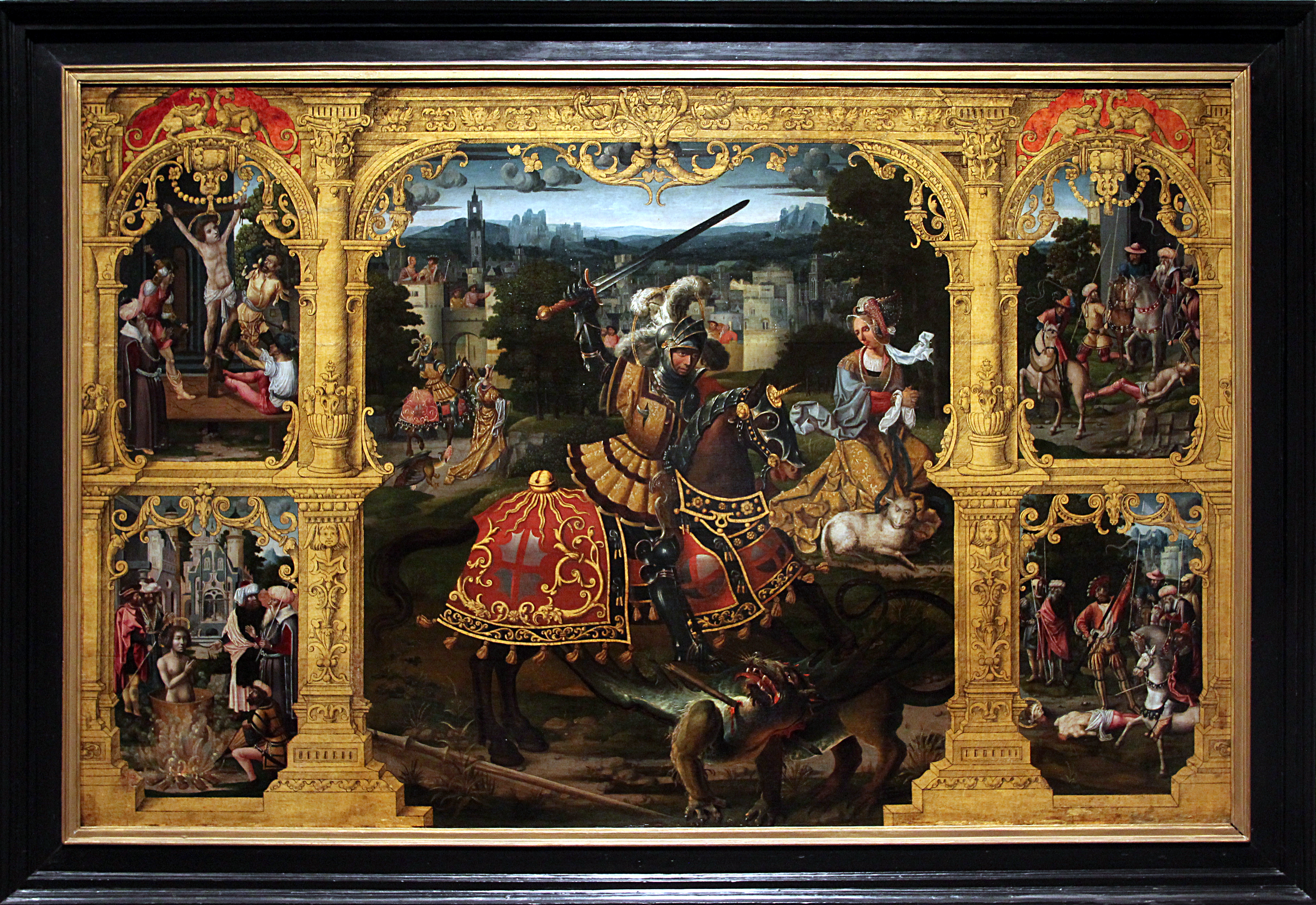
"De legende van Sint-Joris" naar Lancelot Blondeel, ca. 1535-1540.

Joris (Georgius) van Cappadocië of Sint-Joris († 23 april 303) is een martelaar en heilige. Sinds 1222 is hij patroon (beschermheilige) van Engeland (Engels: Saint George). Tevens is hij als Sant Jordi de beschermheilige van de Spaanse autonome regio Catalonië en is hij patroon van de scouting. Ook is hij de beschermheilige van Amersfoort. In Rusland is hij bekend als Svjatoj Georgij (Russisch: Святой Георгий) of Georgij Pobedonosets (Russisch: Георгий Победоносец), momenteel staat hij afgebeeld op de achterkant van de kopeke. In Griekenland als: Agios Georgios (Grieks: Άγιος Γεώργιος).
Joris is vooral bekend door het verhaal dat hij een draak zou hebben gedood.
Sint-Joris is een van de heiligen waarvan wordt aangenomen dat hij nooit heeft geleefd.
De eerste vermeldingen over Joris zijn honderden jaren na zijn veronderstelde marteldood opgetekend. Het is ook niet duidelijk waar deze Sint-Joris geleefd zou hebben, men plaatst hem aan de Afrikaanse kust maar ook in Klein-Azië. Voor de ridderschap was de historiciteit van Sint-Joris onbelangrijk, het ging hun om een patroonheilige die krijgshaftig en moedig was en op een voor de krijgslieden aansprekende wijze, dus met het zwaard of de lans en niet met een gebed zoals Romanus van Rouen, het kwaad overwon. De meeste heiligen waren vredelievend of contemplatief. In Joris vallen de mythen rond Koning Arthur en zijn drakendodende ridders samen met de christelijke heiligenverering.

## Leven
Sint-Joris zou tussen 275 en 285 n.Chr. geboren zijn in een christelijke familie in Lod in de toenmalige Romeinse provincie Syria Palaestina. Zijn vader kwam uit Cappadocië, zijn moeder uit Palestina. Zijn vader, een officier in het leger, stierf toen Joris nog jong was. Als volwassene werd Joris militair en hij bracht het tot officier in het leger van Diocletianus.
Toen deze een decreet uitvaardigde waarin de vervolging van christenen werd bevolen, weigerde Joris aan de vervolging deel te nemen, en verklaarde hij zelf christen te zijn. Hierop liet Diocletianus hem vermoorden.
Over het veronderstelde leven van Joris doet de Legenda Aurea verder geen mededelingen.
Moderne onderzoekers brengen Joris in verband met een martelaarsdood in Lydda in de periode vóór de regering van Constantijn de Grote.

### De marteldood van Joris
Volgens de legende werd Joris in 303 door de christenvervolgers gevangengenomen en gefolterd. Hij werd op een rad gelegd met tweesnijdende zwaarden, in een ketel met kokende olie gestopt en moest van een beker met gif drinken. Hij liep desondanks geen letsel op. Onder de indruk van dit wonder liet de keizerin van Rome zich dopen. Ze werd daarop samen met Joris op de toren van de stadsmuur onthoofd. Dit alles zou gebeurd zijn in het "Beloofde Land".
Er zijn geen bronnen uit de oudheid die dit verhaal aangaande de keizerin vermelden. De echtgenote van Diocletianus, Prisca, werd tijdens zijn regering gedwongen om aan de goden te offeren. Na de dood van Galerius in 311 werd Prisca naar Syrië verbannen door keizer Maximinus Daia. Keizer Licinius liet haar in 315 onthoofden.
Er zijn slechts weinig afbeeldingen van de marteldood van Sint-Joris. Soms vindt men ze in kerken waarvan Joris de patroon is.

## Verering
Door zijn populariteit in het Oosten en het Westen blijft zijn naamdag op 23 april op de gregoriaanse kalender gehandhaafd.

### Verenigd Koninkrijk
De ridderlijke figuur van Sint-Joris heeft altijd een bijzondere verering genoten. Richard Leeuwenhart stelde hem aan tot beschermheilige van de kruisvaarders en de nationale synode van Engeland verklaarde hem in het jaar 1222 tot patroon van Engeland. Bij het ontstaan van scouting werd de strijdbare martelaar tot patroon gekozen. Sint Joris en de draak zijn ook opgenomen in het George Cross, dat tevens voorkomt in de vlag van Malta.

### Nederland
In Nederland is Sint-Joris de beschermheilige van Amersfoort, Almelo, Ridderkerk en van Terborg. Zowel op het wapen van Ridderkerk als op het wapen van Terborg zijn Sint-Joris en de draak afgebeeld. Tegen de Amersfoortse Sint-Joriskerk aangebouwd, aan de kant van de Hof, bevindt zich de vroegere boterhal met daarop een klokkenspel met bewegende beelden van Sint-Joris en zijn draak, die ieder uur aan het publiek worden getoond. In Almelo staat de St. Georgius kerk en verheven in 2009 tot basiliek. De cabaretier Herman Finkers componeerde een mis ter ere van Sint-Joris, de Missa Sancti Georgii

### België
In België dragen Sint-Joris-Weert, een deelgemeente van Oud-Heverlee, Sint-Joris-Winge, een deelgemeente van Tielt-Winge, Sint-Joris, een deelgemeente van Nieuwpoort, Sint-Joris, een deelgemeente van Beernem en Sint-Joris, een gehucht van Alken de naam van deze heilige.

### Beieren
In Beieren kent Sint-Joris een grote devotie, in de Schatkamer van Munchen wordt een reliekhouder met edelstenen bewaard van de heilige. De wittelsbacher vereerden Joris door de oprichting van een ridderorde: de Huisridderorde van de Heilige Georg. Ook de abdijkerk van Weltenburg is aan hem toegewijd. Ook is Sint-Joris geschilderd in Lüftlmalerei op de gevel van Slot Neuschwanstein.

## Sint-Joris en de draak

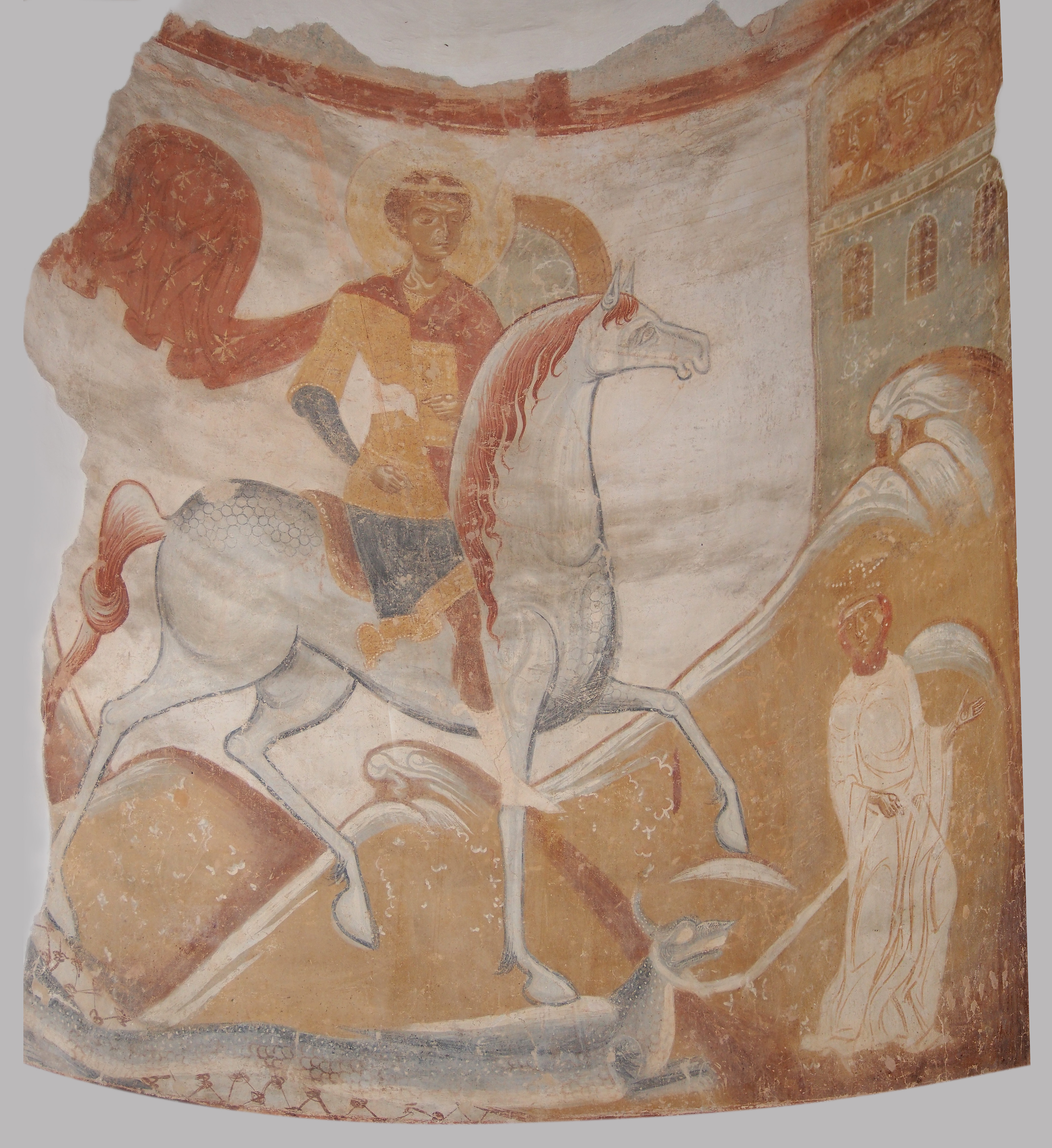
Saint George, 12e eeuw fresco in Staraya Ladoga

Sint-Joris wordt traditioneel afgebeeld met een draak, die hij volgens de overlevering zou hebben gedood. De draak staat hierbij symbool voor het heidendom. Het verslaan van de draak symboliseert de bekering van een heidens land of stad tot het christendom.
Omdat het oorspronkelijke verhaal verloren is gegaan, werden mythen uit de Oudheid in het verhaal geïntegreerd. Zo heeft het verhaal ook overeenkomsten met Perseus. In de Legenda aurea uit de 13e eeuw wordt het verhaal voor het eerst in de huidige vorm beschreven. Hier speelt het zich af in Silena in Libië. Andere bronnen noemen Beiroet.
De stad werd door een draak getiranniseerd. Dagelijks verslond hij twee schapen, die hem geofferd werden, zodat hij zich rustig zou houden. Toen de laatste schapen op deze manier verdwenen waren, eiste de draak mensenoffers. Hierbij viel het lot ook op de dochter van de koning. In bruidskleren trad zij haar dood tegemoet. Maar Joris viel de draak met een lans aan en verwondde het gedrocht. Hij beloofde de koning en het volk dat hij het ondier zou doden als iedereen zich door hem zou laten dopen. Toen koning en volk akkoord gingen doodde hij de draak en op die dag lieten 15.000 mensen zich dopen.

### Sint-Joris en de draak in Nederlandse monumenten
De scene van het gevecht tussen Sint-Joris en de draak is veel gebruikt bij oorlogsmonumenten. Dit is een (onvolledige) lijst van monumenten in Nederland:
- Sint-Joris en de draak ('s-Hertogenbosch) is een oorlogsmonument in 's-Hertogenbosch, ter herinnering aan twee slachtoffers van de Tweede Wereldoorlog.
- Sint-Joris en de draak (Stratum) is een ruiterstandbeeld en rijksmonument in Eindhoven
- Sint-Joris en de draak (Groningen) is een provinciaal oorlogsmonument op het Martinikerkhof in Groningen (Stad).
- Het Bevrijdingsmonument Helmond staat bekend als de Joris en de Draak van Helmond. Sommige inwoners zien er echter ook Aartsengel Michaël in.
- 'Beeld Sint-Joris te Paard' is een standbeeld in de Stad Amersfoort op de Groenmarkt naast de Sint-Joriskerk
- Sint-Joris en de draak (Druten) is een oorlogsmonument, bestaande uit een Keramisch reliëf.
- Sint-Jorisdoelen (Middelburg) is een oude schuttersgilde in Middelburg. Op de top van het gebouw staan Sint-Joris en de Draak afgebeeld.

## Galerij

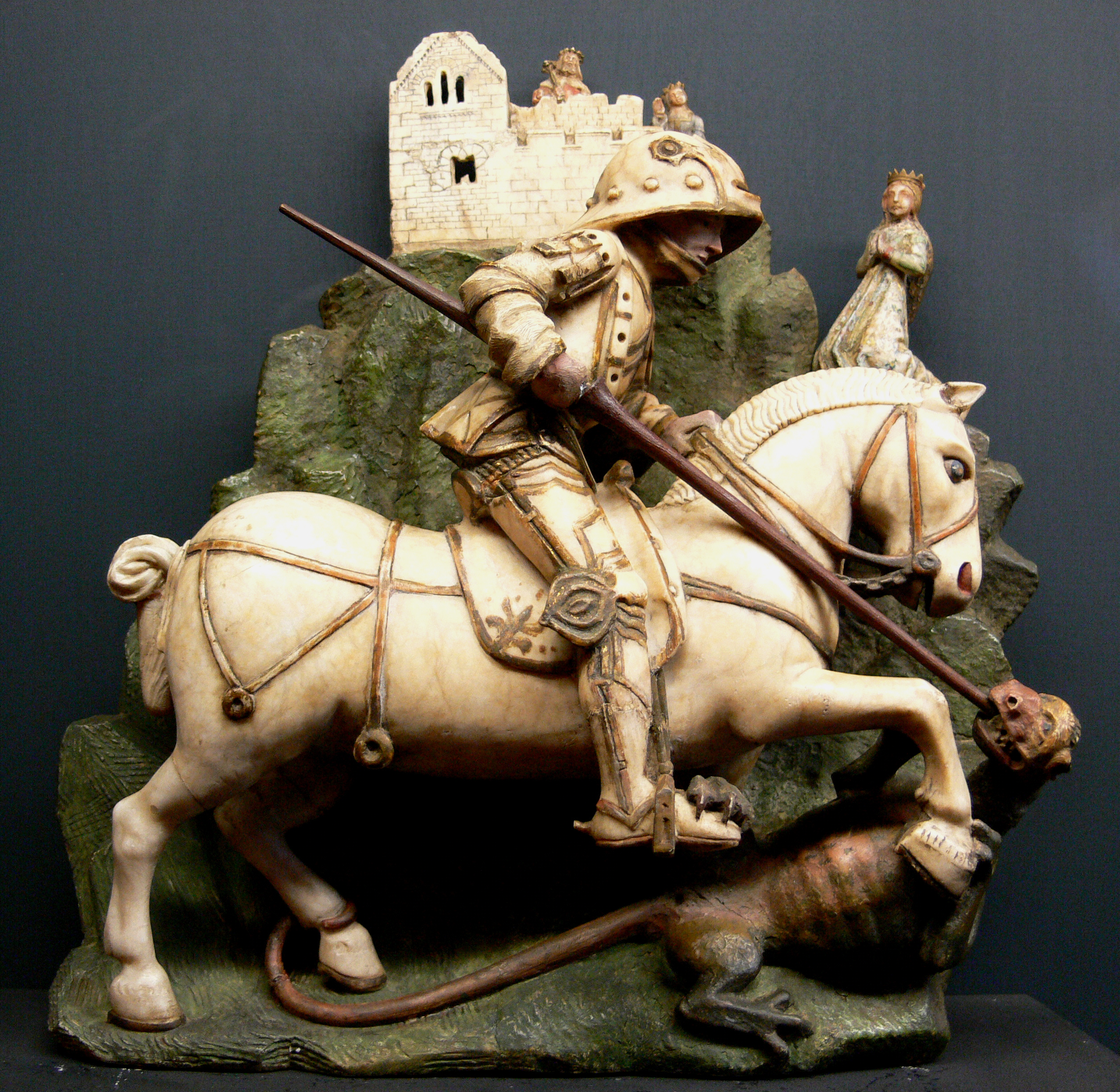
Duitsland, circa 1490
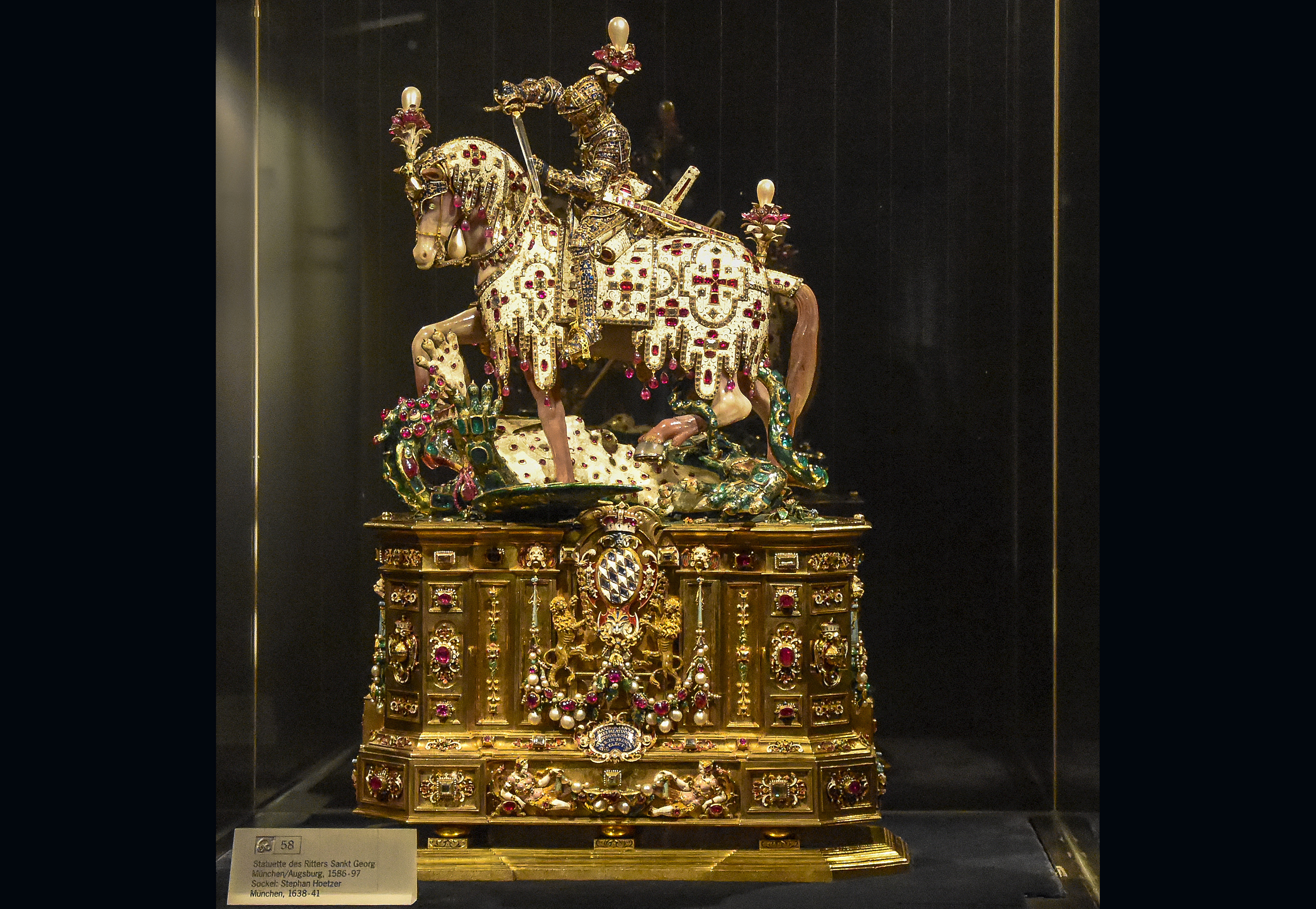
Beieren, reliekschrijn in de schatkamer te Munchen. Edelsmeedwerk en edelstenen, circa 1590.
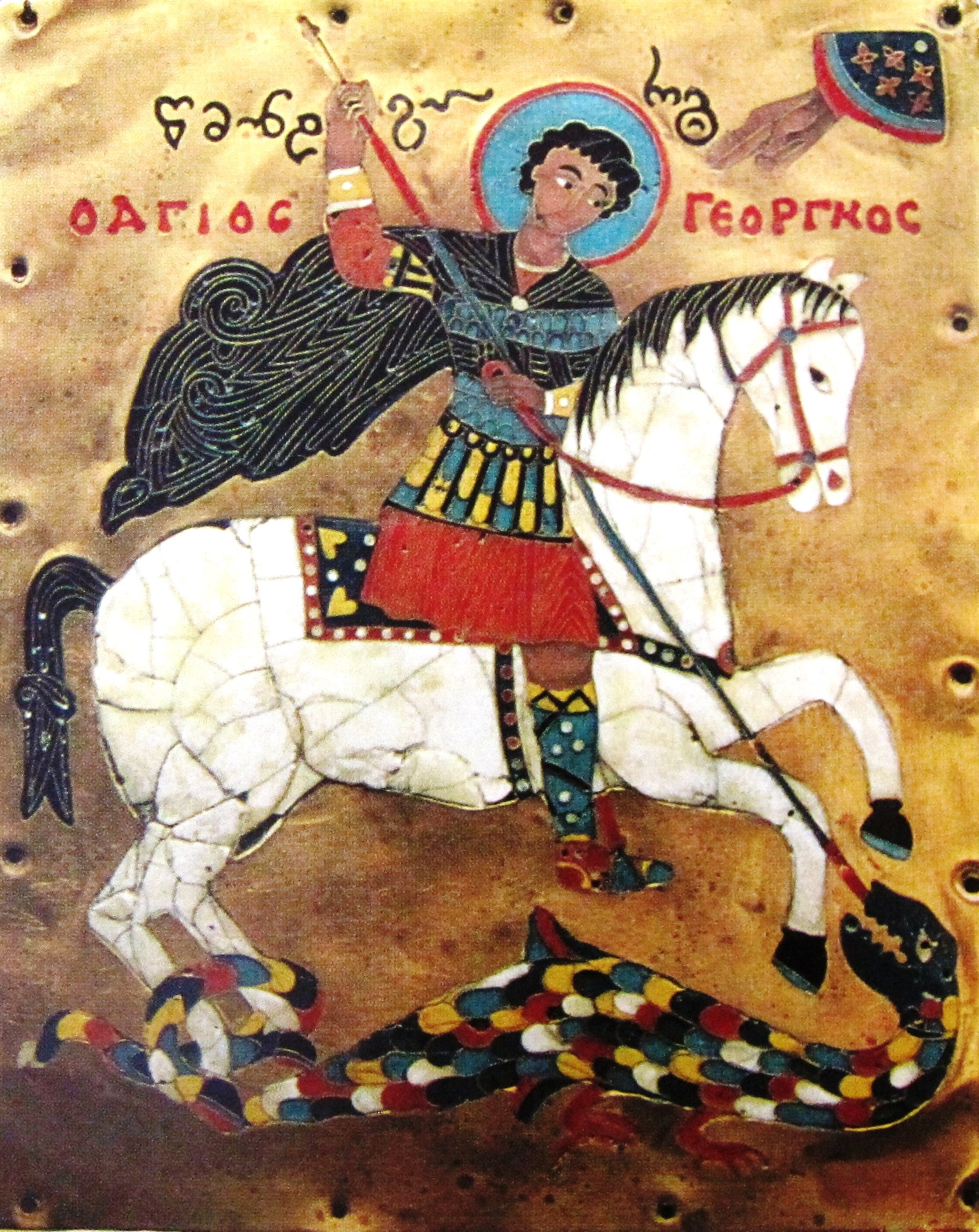
Georgië, 15e eeuw
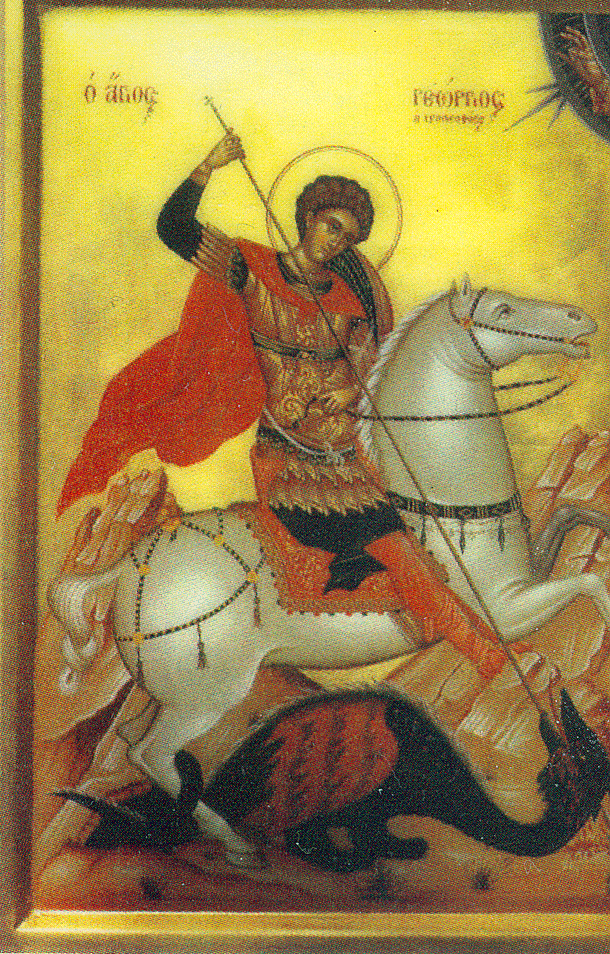
Griekenland
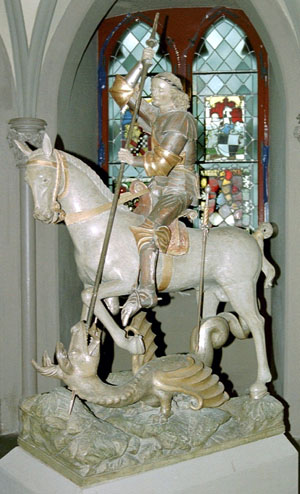
Duitsland
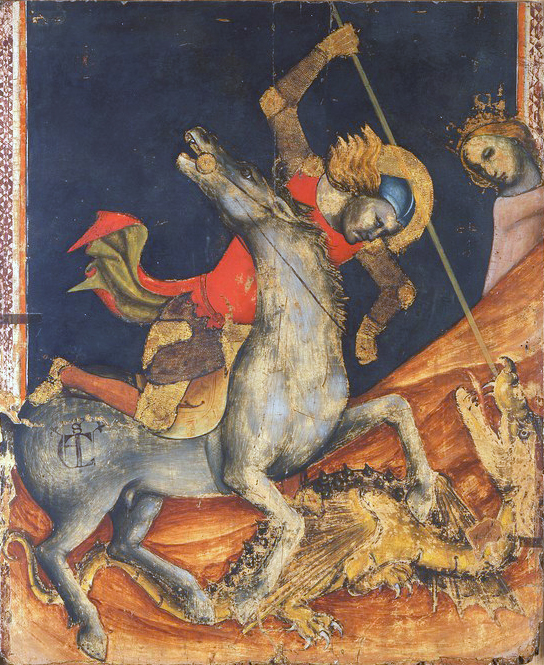
Italië
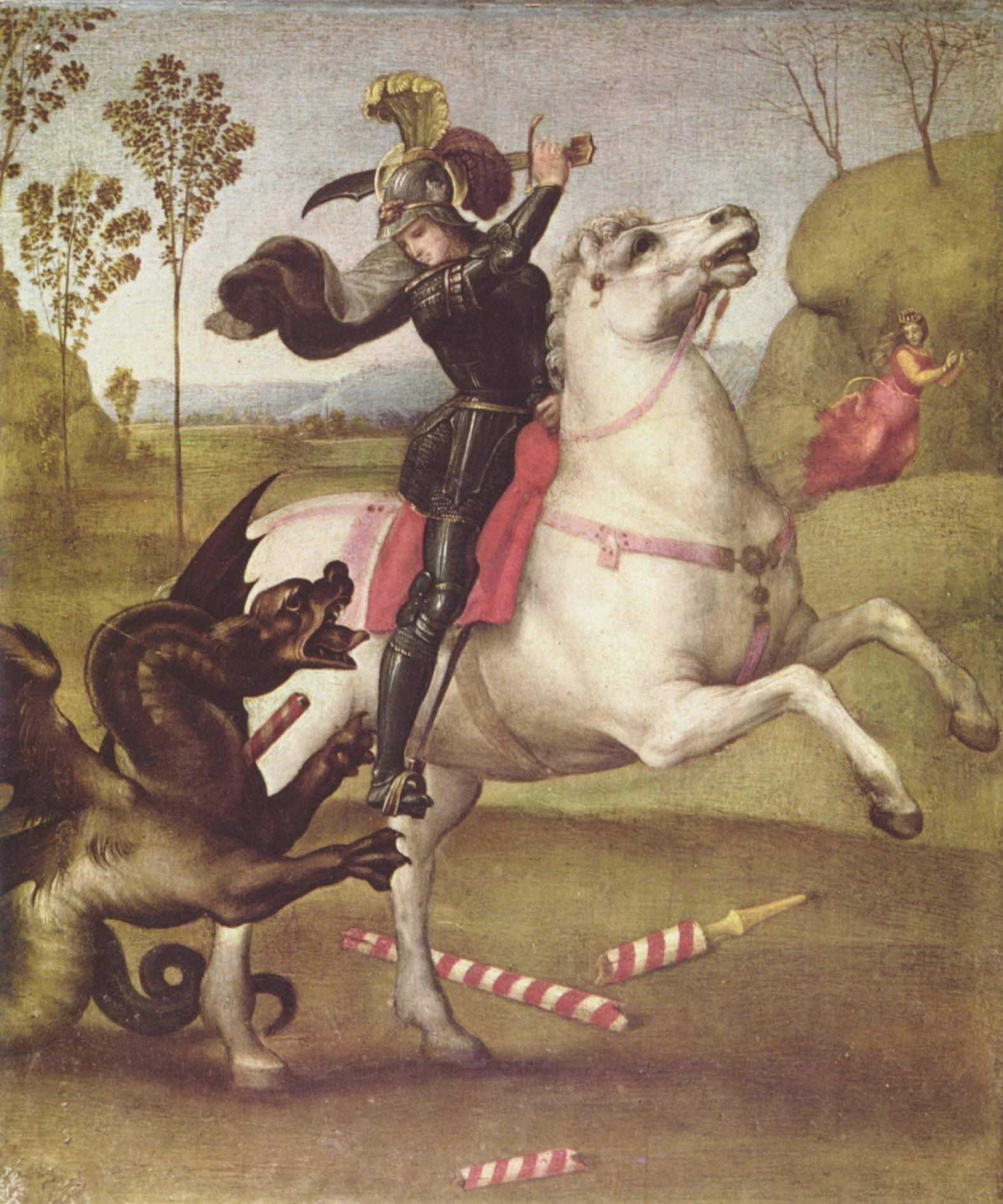
Door Rafaël
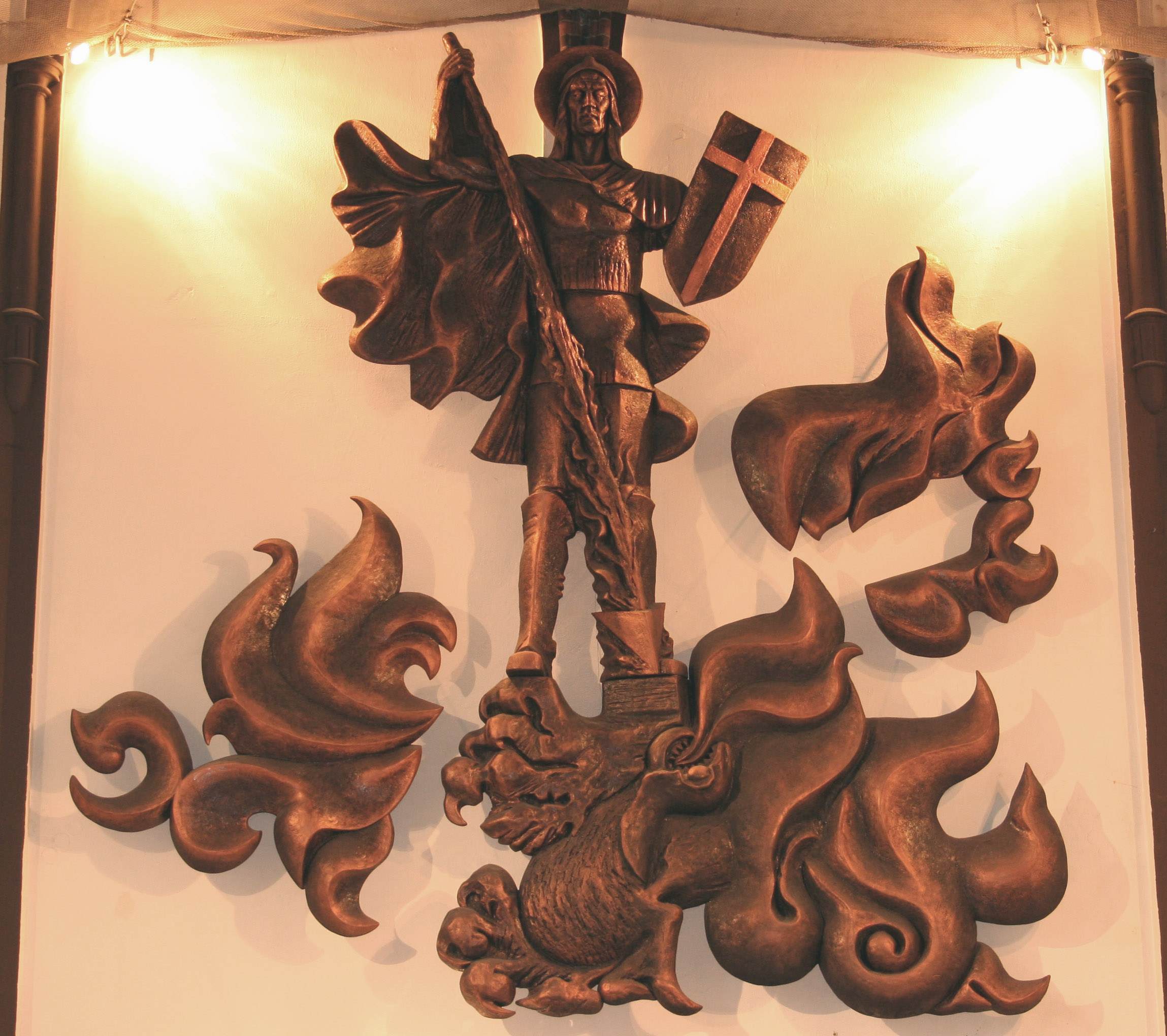
Polen
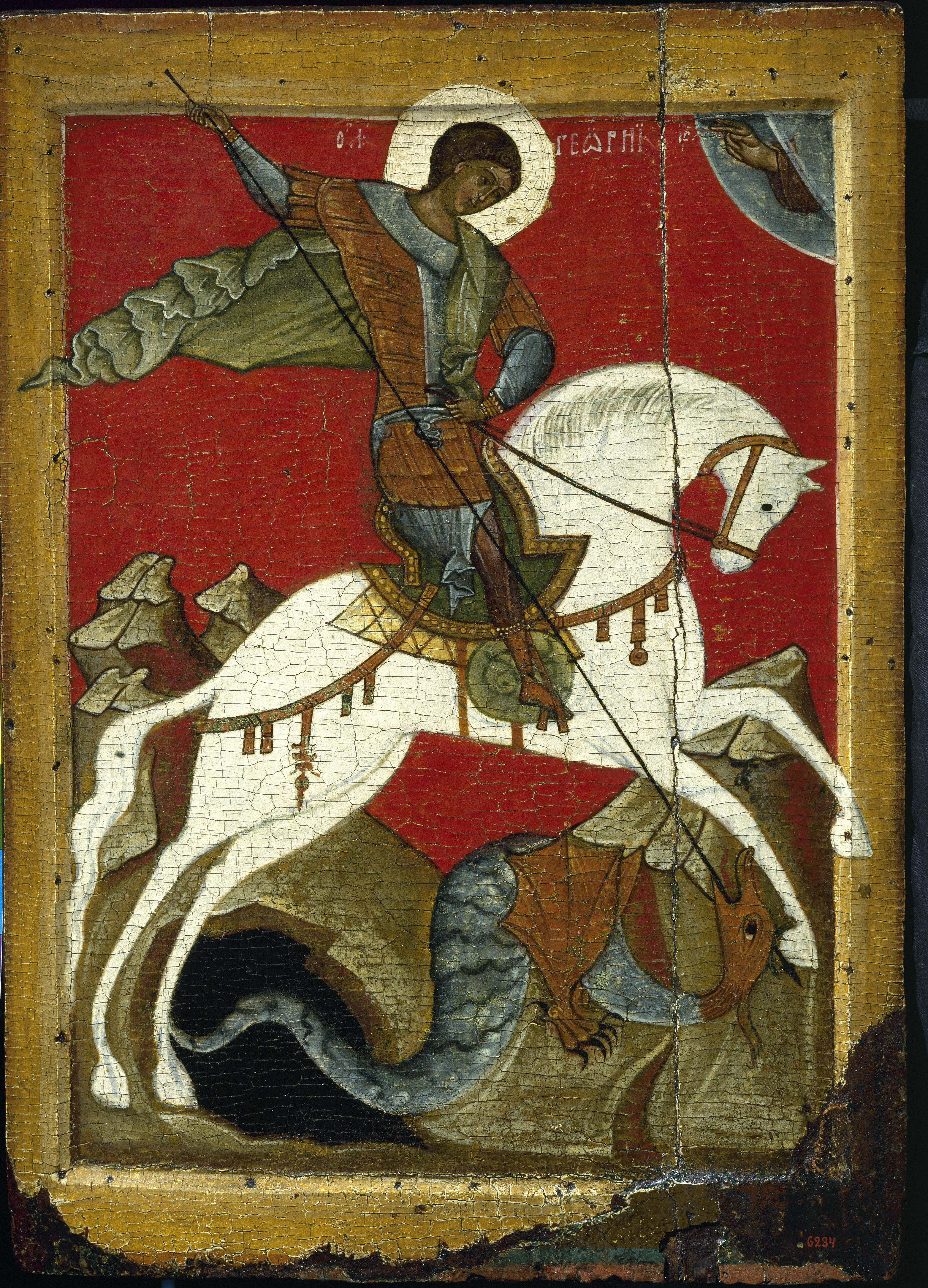
Republiek Novgorod, 14e eeuw
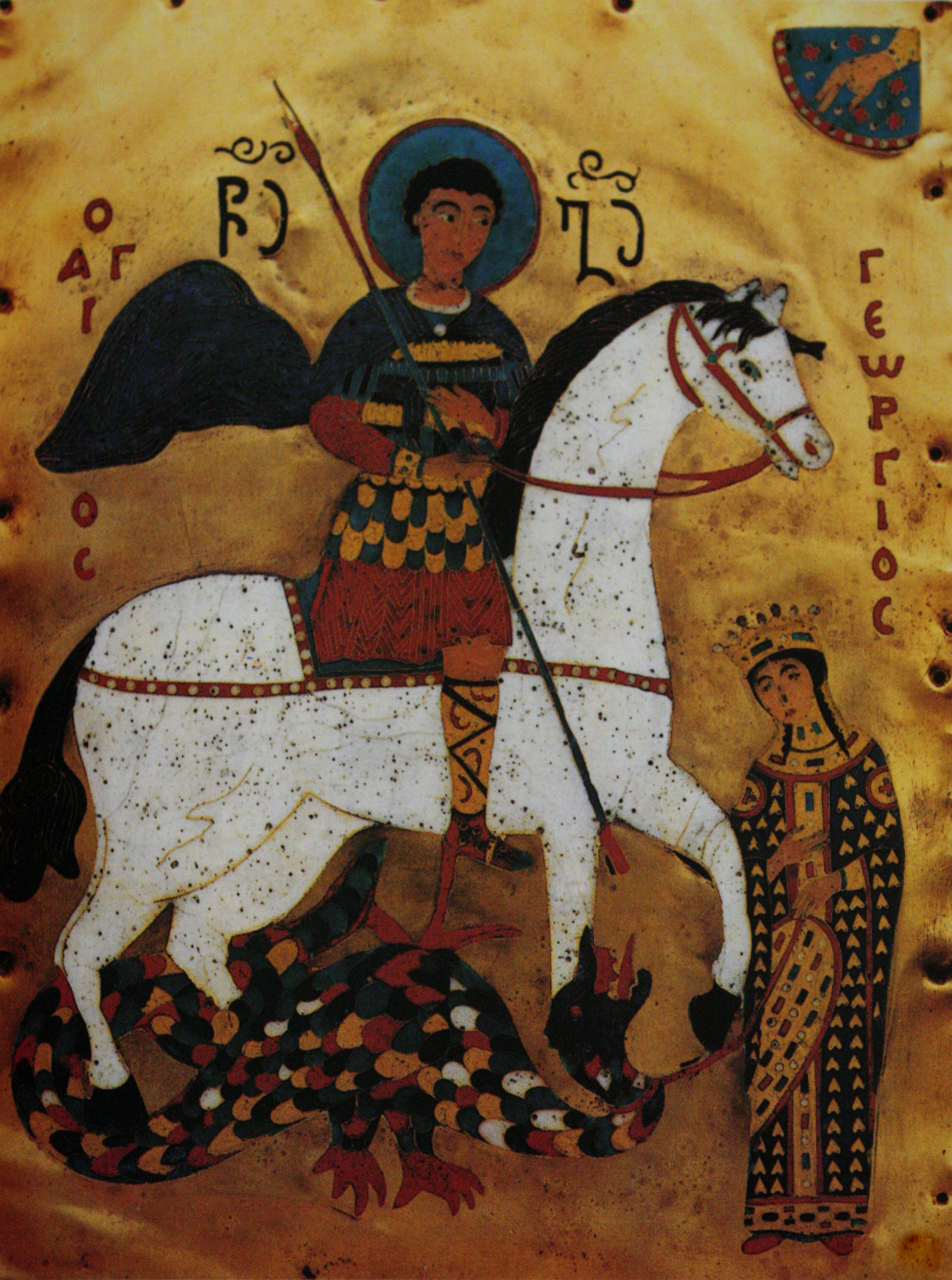
Georgië, 15e eeuw
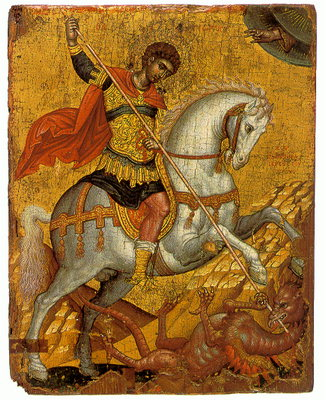
Griekenland, 17e eeuw
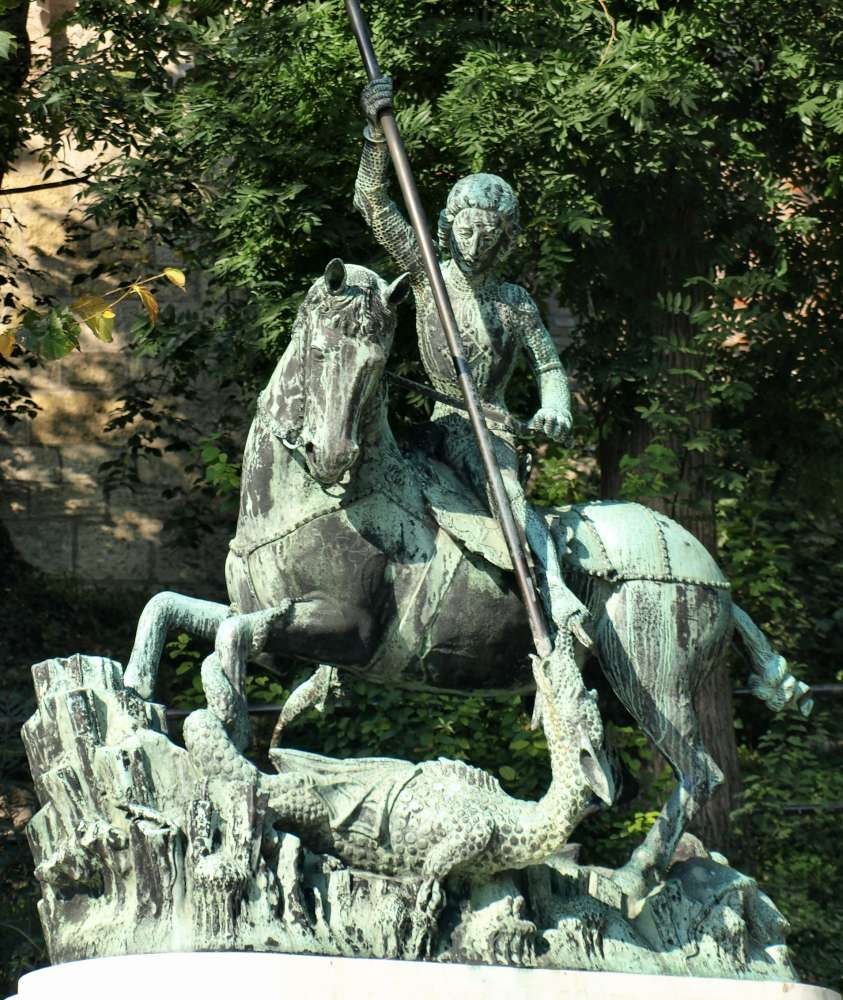
Hongarije, Vissersbastion

## Draaksteken

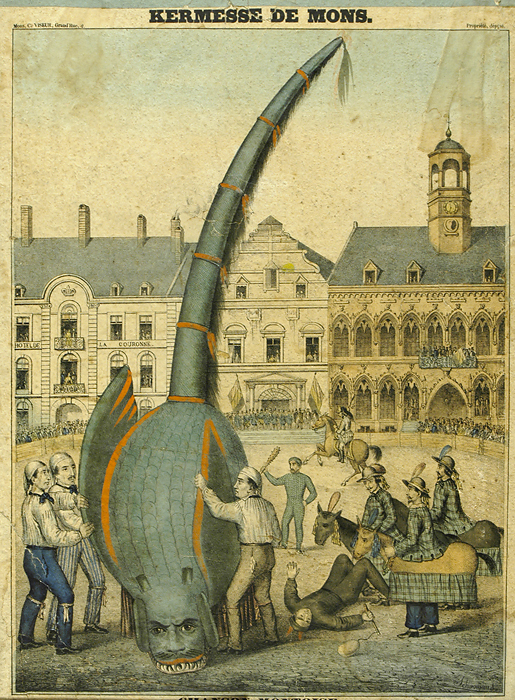
Draaksteken in Bergen (België), Ducasse van Bergen, gravure uit de negentiende eeuw

Het draaksteken in het Limburgse Beesel is een openluchtspel over de legende van Sint-Joris en de draak, eens in de zeven jaar. Vroeger werd dit in Nederland overal gedaan maar sinds een aantal decennia wordt dit alleen nog in het Limburgse Beesel uitgevoerd.
De uitdrukking de draak steken met betekent spotten en vindt zijn oorsprong in de manier hoe Sint-Joris' daad op een steeds potsierlijkere manier werd nagedaan.

## Sint-Jorisdag

Icoon, Christelijk-Byzantijns museum, Athene

23 april is Sint-Jorisdag en wordt door Scouting internationaal gevierd. Vooral katholieke Scouts houden een feestdag die afgesloten wordt met een groot kampvuur. Oorspronkelijk door lord Baden-Powell gekoppeld aan ridderlijkheid, maar tegenwoordig staat Sint-Jorisdag in het licht van het thema goed en kwaad.
Voor Catalonië is het niet alleen de nationale feestdag, maar ook het feest van het boek en het gedrukte woord. Traditioneel geeft men er aan vrienden en familie op die dag een boek, een roos en een korenaar. Het is voor uitgevers dan ook een belangrijke dag en veel debuten verschijnen in die periode. Op Sint-Jorisdag 2007 verscheen zo een volledige nieuwe editie van de Gran Diccionari de l'Enciclopèdia Catalana, te vergelijken met de grote Van Dale. De literaire prijs Premi Sant Jordi de novel·la wordt echter eigenaardig genoeg elk jaar in december tijdens de litteraire nacht van Sint-Lucia toegekend.

## Sint-Joris en het ridderschap
De Heilige Joris was als Senior patroon van de ridders een populair motief bij het vormgeven van Ridderorden. Niet alleen in de insignes maar ook in de naam van de vele Orden van Sint-George of Orden van Sint-Joris vinden wij hem terug.
De Orde van de Kouseband gebruikt Sint-Joris als symbool van het goede dat de draak, het kwaad, verslaat.
Joris is een van de heiligen die op de Hongaarse Stefanskroon zijn afgebeeld.
De Orde van Sint-Joris (Bourgondië) werd opgericht nadat relieken van deze heilige naar Bourgondië waren gebracht.

## Patroon
Sint-Joris is:
- Patroon van (onder andere) Engeland, Catalonië, Aragón, Portugal, Malta, Litouwen, Servië, Montenegro, Georgië, Ethiopië, Londen, Moskou, Genua, Ferrara, Reggio di Calabria, Freiburg im Breisgau, Piran, Beiroet, Amersfoort, Ridderkerk, Terborg, Skyros, Gozo, Scouting, boeren, mijnwerkers, kuipers, zadelmakers, toeristen, ziekenhuizen, soldaten, militairen, ruiters, vee, strijd in elke vorm, Mutua Fides (de sociëteit van het Groninger Studenten Corps Vindicat atque Polit), kunstenaarsbeweging Der Blaue Reiter, Koninklijke Catalaanse Academie voor Schone Kunsten van Sint-Joris.
- Patroon tegen: oorlogsgevaar, bekoringen, koorts, pest.
- Patroon voor: het weer.
- Helper in nood.

Verder is het Creu de Sant Jordi (Sint-Joriskruis) een van de belangrijkste Catalaanse onderscheidingen.

## Trivia
Het attractiepark De Efteling heeft een attractie Joris en de Draak die gebaseerd is op dit thema.